# Signály pro chodce

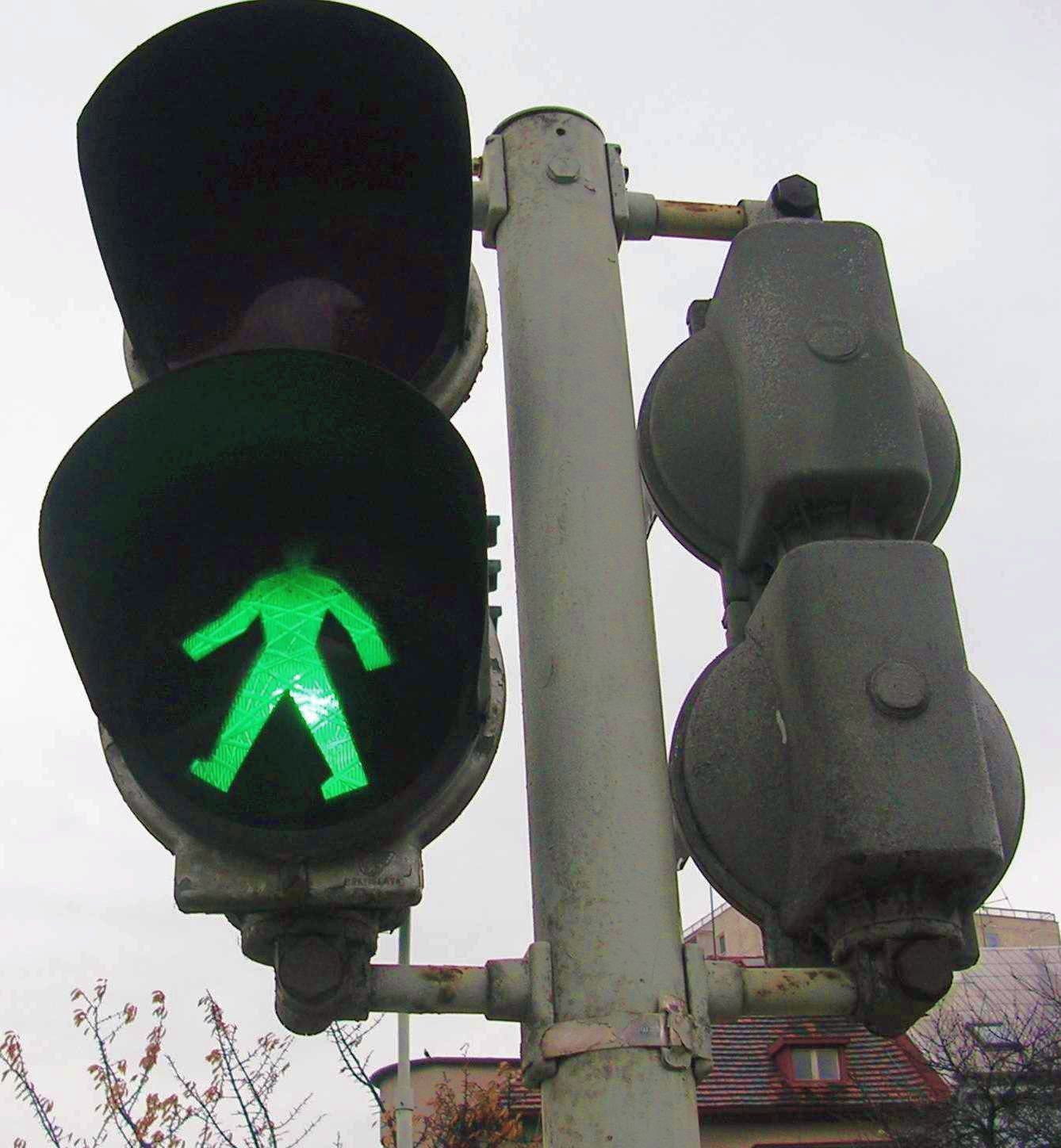
Signál pro chodce se znamením Volno

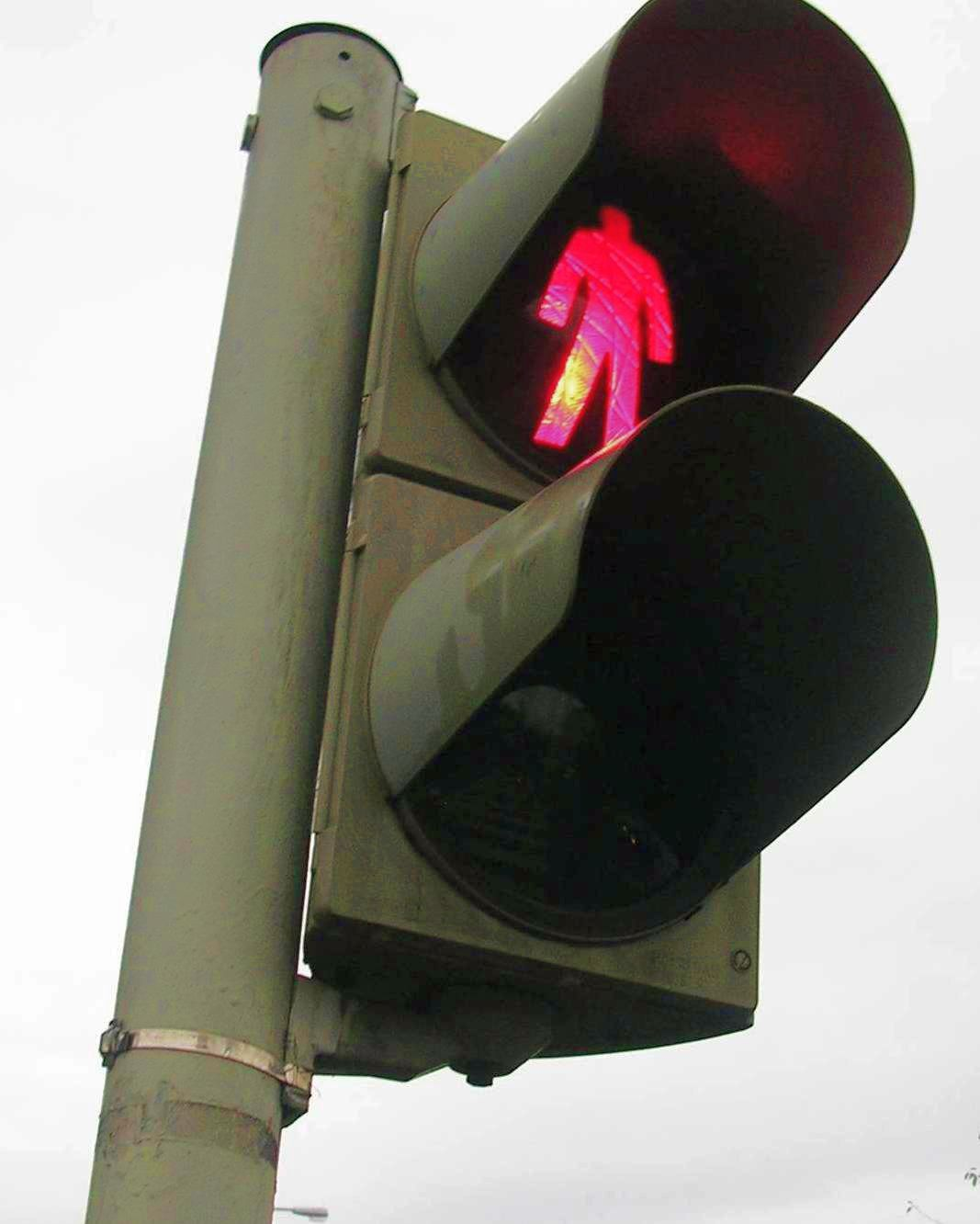
Semafor (signál pro chodce) se znamením Stůj

Světelné signály pro chodce jsou určeny zejména k tomu, aby zajistily bezpečné přecházení pozemní komunikace. Jsou dávány světelným signalizačním zařízením zpravidla na přechodech pro chodce, a to buď v rámci křižovatky, nebo samostatně. Jejich dodržování se ale v různých státech liší.

## Signály pro chodce v Československu a Česku

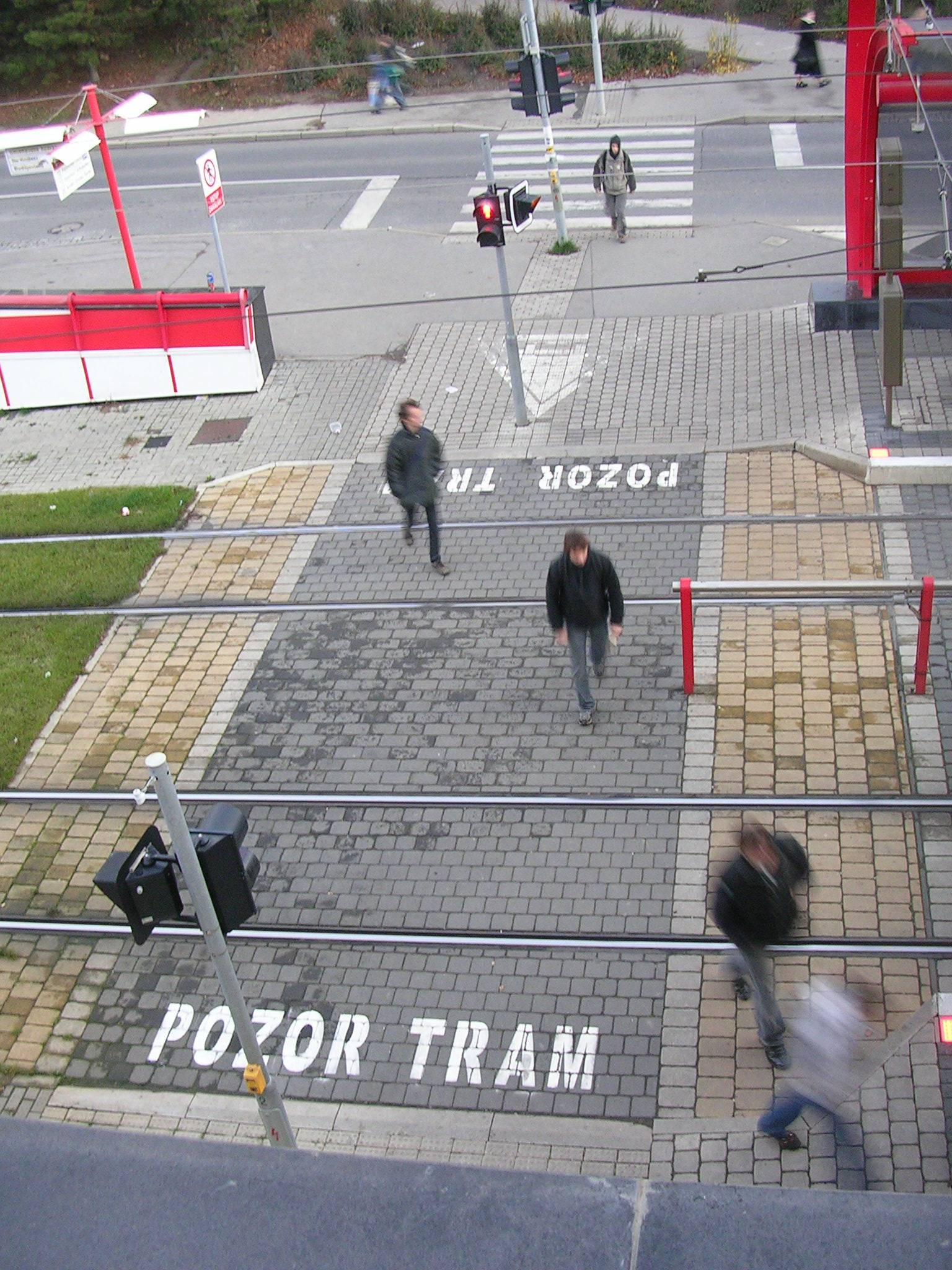
Přechody přes tramvajovou dráhu a vozovku – Chaplinovo náměstí (Praha, Barrandov).

Od 1. ledna 1967 vstoupila v účinnost nová vyhláška č. 80/1966 Sb., o pravidlech silničního provozu, která poprvé zavedla speciální světelné signály pro chodce a směrové světelné signály. Moderní světelnou signalizaci se speciálními světelnými signály pro každé rameno křižovatky, pro chodce i pro tramvaje, a signály se směrovými šipkami byla jako v prvním městě Československa zřizována kolem roku 1967 v Praze, a to firmou Signalbau Huber z Mnichova.
V současné době České republice stanoví signály pro chodce § 74 Zákona o silničním provozu. Používají se signály dvojbarevné soustavy, červené (stůj) a zelené (volno), s grafickým vyobrazením stojícího nebo jdoucího panáčka. Světelné signály mohou být doplněny doprovodnými akustickými signály pro nevidomé.
„Signál pro chodce se znamením Stůj!“ (č. S 9a podle vyhlášky č. 30/2001 Sb.) znamená, že chodec nesmí vstupovat na vozovku (s použitím signálu pro přechod přes tramvajový pás nebo samostatnou tramvajovou dráhu znění zákona nepočítá). Po rozsvícení signálu pro chodce se znamením stůj smí chodec, který již do vozovky vstoupil, dokončit přecházení až ke světelnému signalizačnímu zařízení s tímto signálem (nemusí přerušit přecházení ani na případném mezilehlém dopravním ostrůvku).
Zařazení „Signálu pro chodce se znamením Volno“ (č. S 9b) může být podmíněno stiskem tlačítka pro chodce. Signál dovoluje chodci vstoupit do vozovky. Chodec má přecházení dokončit i poté, kdy se během přecházení objeví signál Stůj. Vyklizovací doba by měla být nastavena signálním plánem tak, aby mohl bezpečně dokončit přecházení.
Mohou být také použity společné Signály pro chodce a cyklisty (tříbarevná soustava, č. S 13a až S13c).
Pravidla silničního provozu výslovně nestanoví, že místo vybavené světelnými signály pro chodce musí být zároveň přechodem pro chodce, tedy místem označeným dopravní značkou přechod pro chodce. Nedodržením nepsaných standardů ze strany zřizovatelů zařízení a správy komunikací k nesouladu místy dochází.
Pro chodce platí i pokyny policisty při řízení dopravy podle § 75 ZSP.
Při přechodu přes železniční přechod nebo přejezd se i na chodce vztahují Signály přejezdového zabezpečovacího zařízení (č. Se 14)
Pokud na křižovatce s řízeným provozem vozidlo jedoucí na Signál se zelenou směrovou šipkou (č. S 2c nebo č. S 3c) křižuje volný směr chodců, je na to řidič upozorněn Signálem žlutého světla ve tvaru chodce (č. S 4).

### Akustické signály
Doprovodné akustické signály podle § 14 vyhlášky č. 294/2015 Sb. v novelizovaném znění se používají:
- k orientaci nevidomých společně se světelnými signály pro chodce nebo pro chodce a cyklisty
- společně se signálem dvou přerušovaně svítících červených světel na železničním přejezdu

Signály pro chodce se vyjadřují tikáním přerušovaně spínaného relé nebo tónovými pulzy o kmitočtu 450 až 550 Hz. Frekvence tikání nebo přerušování je cca 1,5 Hz pro signál Stůj!, cca 8 Hz pro signál Volno.
Akustické signály přejezdového zabezpečovacího zařízení na křížení železnice s pěší komunikací musí mít charakter krátkých tónových impulsů o frekvenci 900 až 1100 Hz.

### Tlačítko pro chodce

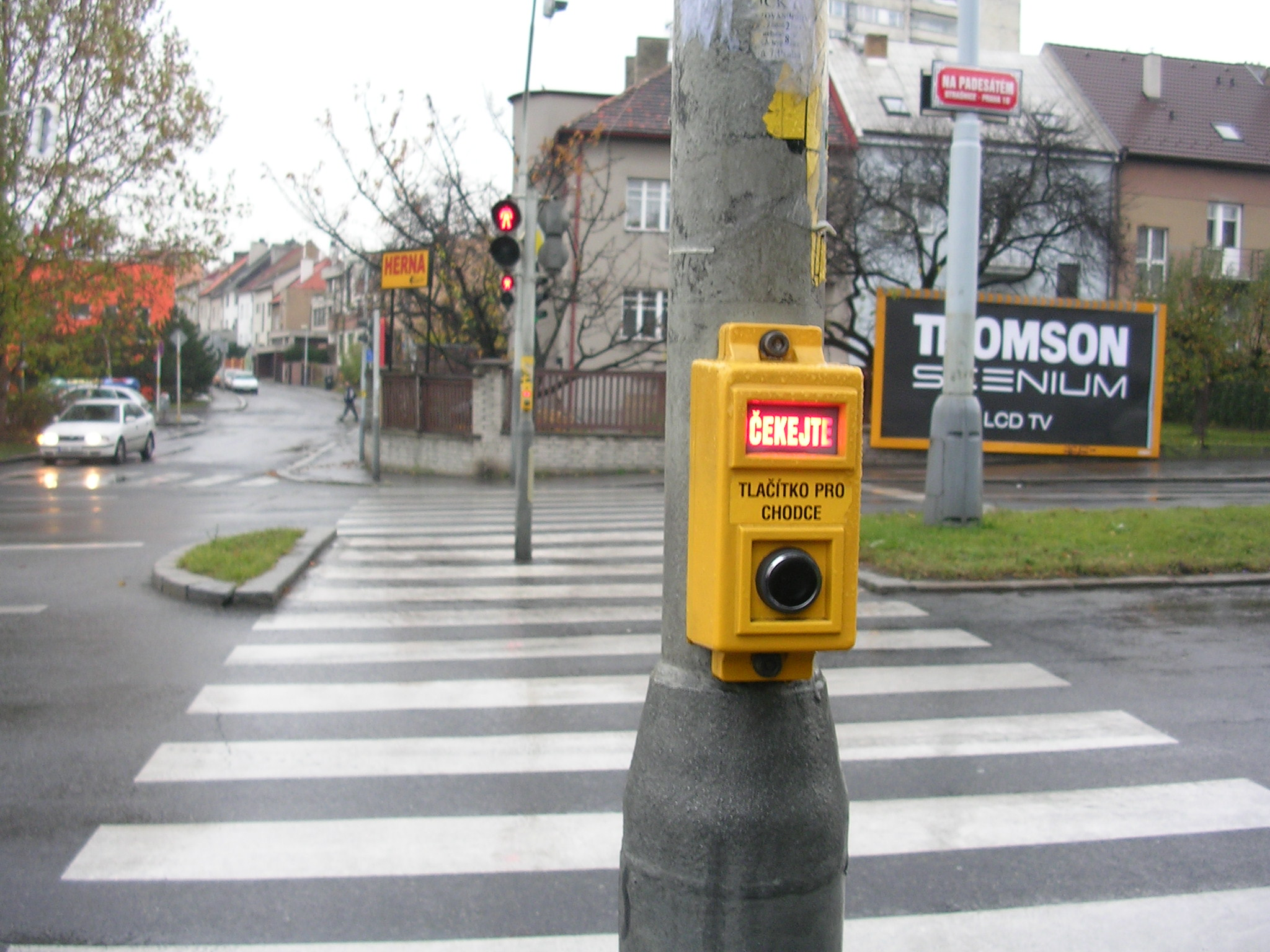
Přechod s tlačítkem pro chodce

U některých signalizačních zařízení chodec musí stisknout tlačítko, jimiž je možno nárok na signál volno do signálního plánu zařadit. Některá tlačítka jsou určena jen pro spuštění akustického signálu pro nevidomé.